# Johann Adolf von Metsch
Johann Adolf von Metsch (Polenzko, 10 novembre 1672 – Vienna, 28 novembre 1740) è stato un nobile e politico austriaco.
Fu vice cancelliere del Sacro Romano Impero.

## Biografia
Dopo aver studiato legge a Lipsia, si pose dapprima al servizio del Principato di Ansbach e successivamente dell'imperatore, convertendosi al cattolicesimo da protestante qual era stato sin dalla nascita. Nel 1703 ottenne il titolo di conte del Sacro Romano Impero sul cognome e nel 1708 sposò Ernestine von Aufseß.
Metsch divenne nel 1719 ambasciatore imperiale in Bassa Sassonia e nel 1729 divenne vicepresidente del Reichshofrat. Dal 1729 al 1731 rappresentò anche il vice cancelliere dell'Impero, Friedrich Karl von Schönborn-Buchheim, il quale si trovava nel suo principato vescovile di Würzburg per questioni di amministrazione interna. Nel 1734 Metsch ne divenne il successore come vice cancelliere dell'Impero. Metsch morì nel 1740, poco dopo la morte dell'imperatore Carlo VI.
Dal suo matrimonio non nacquero figli maschi. Sua figlia Carolina nel 1728 sposò il ministro di stato principe Johann Joseph von Khevenhüller, portandogli in dote il cognome che dal 1751 verrà mutato in Khevenhüller-Metsch.